# Alex Vlasic
Alexander "Alex" Vlasic, född 5 juni 2001, är en amerikansk professionell ishockeyback som spelar för Chicago Blackhawks i National Hockey League (NHL).
Han har tidigare spelat för Rockford Icehogs i American Hockey League (AHL); Boston University Terriers i National Collegiate Athletic Association (NCAA) samt Team USA i United States Hockey League (USHL).
Vlasic draftades av Chicago Blackhawks i andra rundan i 2019 års draft som 43:e spelare totalt.
Han är kusin med Marc-Édouard Vlasic.

## Statistik
| 2014–2015   | Chicago Mission U13        | HPHL        | 20  | 3 | 5  | 8  | 6  | — | — | — | — | —  |
| 2015–2016   | Chicago Mission U14        | HPHL        | 20  | 2 | 16 | 18 | 18 | — | — | — | — | —  |
| 2016–2017   | Chicago Mission U15        | HPHL        | 19  | 4 | 9  | 13 | 8  | — | — | — | — | —  |
| 2017–2018   | Team USA                   | USHL        | 34  | 4 | 9  | 13 | 12 | 8 | 1 | 2 | 3 | 18 |
|             | U.S. National U17 Team     |             | 60  | 9 | 20 | 29 | 36 | — | — | — | — | —  |
|             | U.S. National U18 Team     |             | 1   | 0 | 0  | 0  | 0  | — | — | — | — | —  |
| 2018–2019   | Team USA                   | USHL        | 27  | 2 | 13 | 15 | 28 | — | — | — | — | —  |
|             | U.S. National U18 Team     |             | 61  | 4 | 23 | 27 | 40 | — | — | — | — | —  |
| 2019–2020   | Boston University Terriers | NCAA        | 34  | 0 | 4  | 4  | 10 | — | — | — | — | —  |
| 2020–2021   | Boston University Terriers | NCAA        | 16  | 3 | 5  | 8  | 10 | — | — | — | — | —  |
| 2021–2022   | Chicago Blackhawks         | NHL         | 15  | 1 | 1  | 2  | 2  | — | — | — | — | —  |
|             | Boston University Terriers | NCAA        | 32  | 1 | 7  | 8  | 31 | — | — | — | — | —  |
| 2022–2023   | Chicago Blackhawks         | NHL         | 6   | 0 | 1  | 1  | 0  | — | — | — | — | —  |
|             | Rockford Icehogs           | AHL         | 56  | 2 | 17 | 19 | 25 | 5 | 0 | 5 | 5 | 0  |
| 2023–2024   | Chicago Blackhawks         | NHL         | 76  | 2 | 14 | 16 | 45 | — | — | — | — | —  |
| 2024–2025   | Chicago Blackhawks         | NHL         | 6   | 0 | 2  | 2  | 0  | — | — | — | — | —  |
| NHL totalt  | NHL totalt                 | NHL totalt  | 103 | 3 | 18 | 21 | 47 | — | — | — | — | —  |
| NCAA totalt | NCAA totalt                | NCAA totalt | 82  | 4 | 16 | 20 | 51 | — | — | — | — | —  |
| USHL totalt | USHL totalt                | USHL totalt | 61  | 6 | 22 | 28 | 40 | 8 | 1 | 2 | 3 | 18 |

### Internationellt
| Källa: Uppdaterad: 2024-10-23 | Källa: Uppdaterad: 2024-10-23 | Källa: Uppdaterad: 2024-10-23 |         | Utv = Utvisningsminuter | Utv = Utvisningsminuter | Utv = Utvisningsminuter | Utv = Utvisningsminuter | Utv = Utvisningsminuter |
| År                            | Lag                           | Mästerskap                    | Matcher | Mål                     | Assists                 | Poäng                   | Utv                     |                         |
| ----------------------------- | ----------------------------- | ----------------------------- | ------- | ----------------------- | ----------------------- | ----------------------- | ----------------------- | ----------------------- |
| 2019                          | USA                           | U18-VM                        | 7       | 0                       | 1                       | 1                       | 6                       |                         |
| 2024                          | USA                           | VM                            | 8       | 0                       | 2                       | 2                       | 0                       |                         |
| Junior totalt                 | Junior totalt                 | Junior totalt                 | 7       | 0                       | 1                       | 1                       | 6                       |                         |
| Senior totalt                 | Senior totalt                 | Senior totalt                 | 8       | 0                       | 2                       | 2                       | 0                       |                         |